# Maria Sur
Maria Sur (ucraïnès: Марія Олегівна Сур)  (Zaporíjia, 31 de desembre de 2004) és una cantant ucraïnesa resident a Suècia.

## Biografia
Nascuda a Zaporíjia, va encetar la carrera musical ja de menuda com a concursant de X-Factor el 2018 a 14 anys i, més tard, a la dotzena temporada de The Voice of Ukraine del 2022.
A conseqüència de la invasió russa d'Ucraïna del 2022, es va veure forçada a fugir d'Ucraïna amb sa mare i es van establir a Suècia. Poc després, va posar-se en contacte amb la cantant Sarah Dawn Finer, gràcies a la qual va actuar en una gala benèfica en solidaritat amb Ucraïna a l'Avicii Arena d'Estocolm. Hi va interpretar la cançó «Survivor» de Destiny's Child. Més endavant, va signar un contracte discogràfic amb l'empresa Warner Music, amb qui va llançar la cançó «Thats's The Way. L'estiu del 2022, va fer part de la cartellera del concert Lotta på Liseberg a Liseberg (Göteborg) i a l'inici del 2023, va anar al programa Bingolotto a Sjuan.
Maria Sur va participar en el Melodifestivalen 2023 amb la cançó «Never Give Up», escrita per Anderz Wrethov i Laurell Barker, i hi va obtenir el novè lloc a la final. Durant l'estiu del 2023, formarà part de la gira Diggiloo pel país.
Actualment, estudia a distància a la Universitat d'Art de Kíiv i a la Lilla Akademien d'Estocolm.

## Discografia

### Senzills
- «Bad Boy» (2021)
- «Камуфляж» (2023)
- «That's The Way» (2022)
- «Never Give Up» (2023)
- «Partner In Crime» (2023)
- «Santa, Can't You Hear Me» (2023)
- «No Christmas Tears» (2023)
- «When I'm Gone» (2024)